# 21 mars 2018
Le mardi 21 mars 2018 est le 80e jour de l'année 2018.

## Décès
Par ordre alphabétique.

## Événements
- Démission de Htin Kyaw, président de la République de Birmanie[1] ;
- Référendum aux Pays-Bas ;
- Démission du président du Pérou Pedro Pablo Kuczynski à la suite d'un scandale de corruption[2] ;
- Élections législatives à Antigua-et-Barbuda[3] ;
- Peter Pellegrini devient président du gouvernement de la Slovaquie après la démission de Robert Fico[4].